# The Irregular at Magic High School The Movie: The Girl Who Calls the Stars
Gekijō-ban Mahōka Kōkō no Rettōsei: Hoshi o Yobu Shōjo (劇場版 魔法科高校の劣等生 星を呼ぶ少女?), conocida como The Irregular at Magic High School The Movie: The Girl Who Calls the Stars, es una película de anime japonesa de 2017 dirigida por Risako Yoshida y basada en la serie de novelas ligeras Mahōka Kōkō no Rettōsei, escritas por Tsutomu Satō. La película es producida por 8-Bit, junto con una historia original del propio Satō y la banda sonora de Taku Iwasaki, quien participó en la composición del anime y en el spin-off Mahōka Kōkō no Yūtosei. Se estrenó el 17 de junio de 2017 en los cines de Japón y según las fechas mostradas, los eventos de la película tienen lugar en medio del episodio 11 de la segunda temporada del anime, que cubre el lapso de los volúmenes 11 y 12 de las novelas ligeras.

## Sipnosis
Finales de marzo de 2096. En la historia, las estaciones han cambiado y pronto será la segunda primavera. Tatsuya y Miyuki han terminado su primer año en la primera escuela secundaria mágica y están en sus vacaciones de primavera. Los dos van con sus amigos a una villa, propiedad de la familia de Shizuku Kitayama en el archipiélago de la isla Ogasawara. Después de solo un pequeño momento de paz, encuentran a una joven llamada Kokoa. Ella ha escapado de un laboratorio experimental en la base naval y el grupo decide salvarla a ella y a los demás que aún están en deuda con los crueles experimentos CAD, mientras que los Estados Unidos de América del Norte (USNA) tienen otros planes para la base.

## Reparto
- Yūichi Nakamura como Tatsuya Shiba.
- Saori Hayami como Miyuki Shiba.
- Yumi Uchiyama como Erika Chiba.
- Takuma Terashima como Leonhart Saijō.
- Satomi Satō como Mizuki Shibata.
- Atsushi Tamaru como Mikihiko Yoshida.
- Sora Amamiya como Honoka Mitsui.
- Yuiko Tatsumi como Shizuku Kitayama.
- Kana Hanazawa como Mayumi Saegusa.
- Marina Inoue como Mari Watanabe.
- Jun'ichi Suwabe como Katsuto Jumonji.
- Yōko Hikasa como Angelina Kudo Shields.
- Konomi Kohara como Kokoa Watatsumi.
- Jin Yamanoi como Benjamin Canopus.
- Satoshi Hino como Ralph Algol.
- Masaki Aizawa como Ralph Hardy Mirphak.

## Producción
El desarrollo de la película fue revelado en el decimonoveno volumen de novelas ligeras lanzado en marzo de 2016. La película cuenta con una trama escrita por el creador de la serie Tsutomu Satō y se estrenó en Japón el 17 de junio de 2017. Todos los actores de voz del anime vuelven a interpretar sus papeles.
En el evento Dengeki Game Festival 2017 en Tokio el domingo 12 de marzo, se revelaron más detalles sobre la película, incluidos miembros adicionales del elenco, el artista de la canción principal y una cuarta imagen clave. Además, el sitio web oficial de la película agregó el video promocional de la película. Risako Yoshida, quien se desempeñó como director de la unidad y guionista en la serie de televisión de anime, está dirigiendo la película en el estudio 8-Bit. La ilustradora original de la serie de novelas ligeras, Kana Ishida, regresa para desempeñarse como diseñadora de personajes y directora de animación en jefe. El autor original de la novela ligera Tsutomu Satō está escribiendo una nueva historia original para la película, y él y WriteWorks están escribiendo el guion, mientras que Taku Iwasaki regresa para componer la banda sonora. El 19 de abril, el sitio web oficial reveló tres nuevos miembros del elenco y una nueva imagen, y el 29 de abril, se mostró el tercer teaser, incluida la fecha de una proyección especial. El 31 de mayo, el sitio web oficial comenzó a transmitir un avance de la película. Esto incluía información sobre la novela original de Sato sobre el pasado de Lina, la fecha de una proyección especial y la fecha para reunirse y saludar al reparto principal de la película. El 13 de junio, Aniplex mostró los primeros dos minutos de la película.
El 10 de junio de 2017, Aniplex of America anunció que había adquirido la película para un lanzamiento en inglés y anunció que proyectaría la película a partir del 28 de julio de 2017. En Australia y Nueva Zelanda, Madman Entertainment anunció en SMASH! 2017 que habían licenciado la película para su proyección y la estrenaron el 2 de noviembre de 2017. La película también fue proyectada en el sudeste asiático por Odex.
Aniplex lanzó versiones en Blu-ray y DVD de la película en Japón el 24 de enero de 2018.
El tema principal de la película es "Speed Star" del dúo Garnidelia.

## Recepción
En su primer fin de semana, la película debutó en 59 cines en todo Japón y recaudó un total de ¥ 163 millones de 107,000 entradas, abriendo en el puesto #5 en la taquilla japonesa.